# Монфалконе
Монфалко̀не (на италиански: Monfalcone, на местен диалект Mofalcon, Мофалкон, на фриулски Monfalcon, Монфалкон, на словенски, Tržič, Тържич) е град и община в североизточна Италия, провинция Гориция, автономен регион Фриули-Венеция Джулия. Разположен е на 7 m надморска височина. Населението на града е 27 856 души (към 2010 г.).